# Agnese Nano
Pour les articles homonymes, voir Nano (homonymie).
Agnese Nano, née le 5 novembre 1965 à Rome est une actrice italienne.

## Biographie
Agnese Nano joue au théâtre, au cinéma et dans de nombreux téléfilms. Sa première apparition au grand écran s'est produite en 1988 dans le rôle d'Elena du film Cinema Paradiso de  Giuseppe Tornatore.

## Filmographie

### Cinéma
- 1988 : Cinema Paradiso de Giuseppe Tornatore - rôle de la jeune « Elena »
- 1988 : Domani, domani (Domani accadrà) de Daniele Luchetti
- 1990 : Faccione (it) de Christian De Sica
- 1990 : Adelaide de Lucio Gaudino
- 1991 : Passi sulla luna de Claudio Antonino
- 1991 : Baroque de Claudio Sestrieri
- 1992 : Il ventre di Maria de Memè Perlini
- 1992 : Le Long Silence (Il lungo silenzio) de Margarethe von Trotta
- 1992 : L'edera d'Edera
- 1993 : E quando lei morì fu lutto nazionale de Lucio Gaudino
- 1994 : L'estate di Bobby Charlton de Massimo Guglielmi
- 2002 : Assassini dei giorni di festa, de Damiano Damiani
- 2002 : Fate come noi de Francesco Apolloni
- 2004 : Luna And The Others de Elisabetta Villaggio
- 2004 : Fino a farti male d'Alessandro Colizzi - rôle : Martina
- 2006 : Il mio miglior nemico de Carlo Verdone
- 2006 : La lunga ombra de Jon Jost
- 2008 : Miracle à Santa Anna de Spike Lee
- 2008 : L'amor cortese de Claudio Camarca
- 2009 : Aria de Valerio D'Annunzio
- 2011 : La Mauvaise Rencontre de Josée Dayan - rôle : Enza
- 2022 : Seconde Jeunesse (Astolfo) de Gianni Di Gregorio

### Télévision
- 1996 : Dans un grand vent de fleurs, série télévisée, de Gérard Vergez
- 1998 : Les Destins du cœur série télévisée, première saison de Gianni Lepre et Alessandro Cane
- 1999 : Les Destins du cœur série télévisée, seconde saison de Alessandro Cane (it) et Tomaso Sherman
- 2017 : C'era una volta Studio Uno, dir. Riccardo Donna (it)